# 珊达·托马 (赛艇运动员)
珊达·托马（羅馬尼亞語：Sanda Toma，1956年2月24日—），生于什泰弗內什蒂，罗马尼亚女子赛艇运动员。她曾代表罗马尼亚参加1980年夏季奥林匹克运动会赛艇比赛，获得女子单人双桨金牌。